# Musée municipal des anciens métiers et traditions populaires
Le Musée municipal des anciens métiers et traditions populaires est un musée français situé dans le village de Clérac, commune rurale appartenant au canton de Montguyon dans le Sud du département de la Charente-Maritime.

## Présentation
Ce musée villageois qui se veut gardien d'un passé à jamais révolu est, comme son nom l'indique, entièrement orienté vers l'exposition des objets du monde rural et agricole de la Haute Saintonge. C'est à la fois un musée d'Histoire et des Techniques et même d'ethnographie régionale.
Solidement implanté dans la région, il a acquis une certaine notoriété départementale étant désormais cité par l'Office de Tourisme de la Charente-Maritime et figurant même sur la liste sélective des musées de Poitou-Charentes
Par sa thématique, il n'est pas sans rappeler le Musée artisanal et rural de Clion, autre musée implanté également en Haute Saintonge, avec lequel il présente beaucoup d'affinités tout en étant très complémentaire.

## Histoire
C'est en 1985 que la municipalité de Clérac a décidé de créer un musée des vieux métiers et traditions populaires aménagé dans les locaux du presbytère alors abandonné.
Cette demeure fut donc restaurée en 1992 aux frais de la commune pour accueillir les outils des vieux métiers amassés et restaurés. Une première partie fut ouverte en 1995 et la seconde en 1996.

## Collections
Ce musée rural, situé dans le bourg de Clérac, est surtout un musée à thèmes où sont présentés les outils des anciens métiers qui animaient l'économie rurale dans la période de la fin du XIXe siècle et de la première moitié du XXe siècle.
Neuf corps de métier de la vie rurale de la Saintonge d'autrefois sont représentés dans ce musée : agriculteur, charpentier, charron, cordonnier, forgeron, menuisier, résinier, sabotier  et tonnelier. Certains de ces métiers occupaient alors une place très importante dans l'économie rurale de la Double saintongeaise comme ceux de résinier ou de forgeron ou encore de sabotier. Ce musée perpétue donc la mémoire d'un savoir-faire ancestral aujourd'hui à jamais disparu.
Une collection originale de porcelaines y a été ajoutée dans une nouvelle salle aménagée en 2008.

## Ouverture
Le musée municipal de Clérac ouvre du 1er mai au 31 octobre de chaque année.
Le musée est ouvert de 10 h à 12 h et de 14 h à 18 h 30 tous les jours, y compris les week-ends, sauf le lundi, le mardi matin et le mercredi matin.
Les visites de groupe se font sur RDV en hors-saison et, pendant la période d'ouverture annuelle, elles ont lieu habituellement les mardis et mercredis de 14 h à 19 h 30.